# دنی کیرین
دنی کیرین (انگلیسی: Danny Kirrane) بازیگر اهل انگلستان است.
از فیلم‌ها یا مجموعه‌های تلویزیونی که وی در آن‌ها نقش داشته‌است، می‌توان به ربات‌های یاغی، دزدان دریایی کارائیب: مردگان حکایت نمی‌کنند، پیترلو، غنائم جنگی اشاره نمود.